# Stephanos Hagiochristophorites

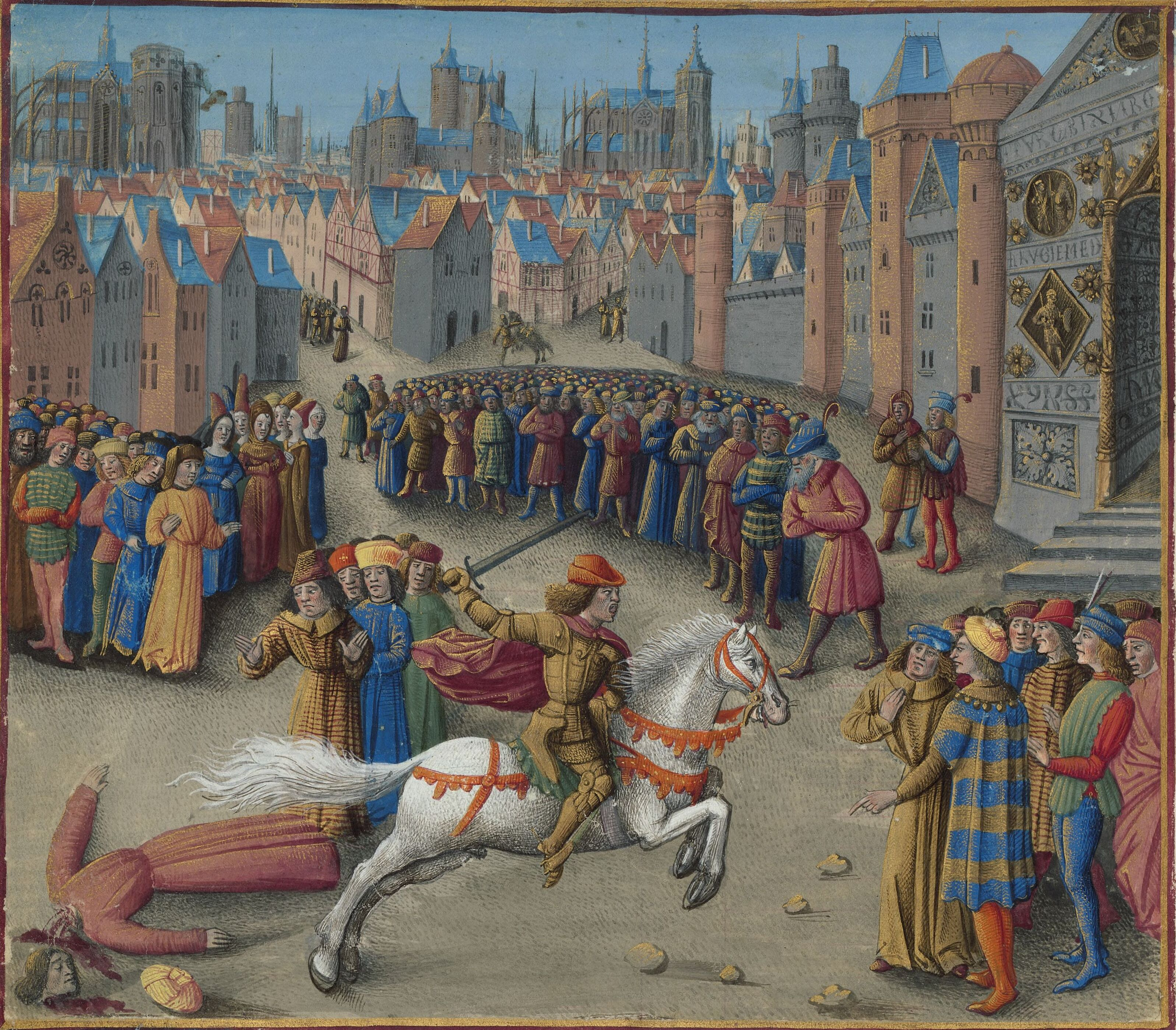
Tötung von Stephanos Hagiochristophorites, c. 1473, Buchmalerei von Jean Colombe im Passages d'outremer, Sébastien Mamerot, BNF.

Stephanos Hagiochristophorites war ein Höfling des byzantinischen Kaisers Andronikos I., anscheinend sein Mann für schmutzige Angelegenheiten. Man hatte ihm wegen des Versuches, eine Adlige zu verführen, die Nase abgeschnitten. Stephanos Hagiochristophorites, der Hetaireiarch Konstantinus Tripsychos, der bereits die Kaiserin Maria von Antiochia (Maria-Xene) getötet hatte, und Theodorus Dadibrenos erwürgten den Kaiser Alexios II. auf Anweisung seines Mitherrschers Andronikos 1183 mit einer Bogensehne.
Nach Niketas Choniates trug er den Spitznamen Antichristophorites (Träger des Antichrist anstelle „Träger von Christos“), ein Hinweis auf seinen üblen Ruf.
Als 1185 Konstantinos Makrodukas und Andronikos Dukas wegen Verletzung der kaiserlichen Majestät vor Gericht gestellt wurden und sich viel Volk versammelte, obwohl falsche Angaben über den Ort der Verhandlung ausgestreut worden waren, fürchtete der Hof anscheinend einen Freispruch. Als die Gefangenen aus dem Gefängnis geholt wurden, um sich der Anklage zu stellen, begann Stephan Hagiochristophorites, sie zu steinigen, und zwang andere, ihm zu folgen.
Stephanos führte auch das berüchtigte Wasserorakel durch, mit dem Andronikos nach Niketas Choniates versuchte, den Namen seines Nachfolgers herauszufinden. Derselbe sollte mit einem I beginnen, Andronikos verdächtigte Isaak Komnenos der Gelüste auf den Thron, doch es sollte Isaak II. Angelos sein, der sein Nachfolger wurde. Stephanos Hagiochristophorites starb 1185, als er versuchte diesen zu verhaften.